# (953) Painleva
(953) Painleva es un asteroide que forma parte del cinturón de asteroides y fue descubierto por Benjamin Jekhowsky desde el observatorio de Argel-Bouzaréah, Argelia, el 29 de abril de 1921.

## Designación y nombre
Painleva fue designado al principio como 1921 JT.
Posteriormente, recibió su nombre en honor del matemático francés Paul Painlevé (1863-1933).

## Características orbitales
Painleva orbita a una distancia media de 2,787 ua del Sol, pudiendo acercarse hasta 2,257 ua. Tiene una inclinación orbital de 8,666° y una excentricidad de 0,1902. Emplea en completar una órbita alrededor del Sol 1699 días.